# 문화가치
문화가치(文化價値)는 리케르트의 용어이다. 현실이 가치를 떠나 일반적인 것에 주목하면 자연이며, 가치와 관계하면 문화이다. 가치를 실현하거나 그것과 관계가 있는 특수하고 개별적인 것은 문화재라고 한다. 문화재는 역사적으로 의의가 있는 역사적 개성으로 그것의 전제가 되는 것이 문화가치이다. 진, 선, 미, 성 등이 그것이며 만인으로부터 실제로 타당하다고 승인을 받건 또는 타당해지기가 요구되든 문화가치의 본질은 보편적인 타당성에 있다.